# Jaz sem nor
Jaz sem nor je šesti album slovenskega kantavtorja Adija Smolarja, izdan pri založbi Helidon leta 1997 na zvočni kaseti in CD-ju.

## Seznam pesmi
Vse pesmi je napisal in uglasbil Adi Smolar.
| Št.             | Naslov                             | Dolžina |
| --------------- | ---------------------------------- | ------- |
| 1.              | „Jaz sem nor‟                      | 3:25    |
| 2.              | „Easy Come – Easy Go‟              | 3:24    |
| 3.              | „To bo hit‟                        | 3:12    |
| 4.              | „Ljudje pa pravijo‟                | 3:13    |
| 5.              | „Ko sem bil mlad, sem bil trapast‟ | 3:27    |
| 6.              | „Jaz sem pač tak tip človeka‟      | 3:19    |
| 7.              | „Punčke mamine‟                    | 3:58    |
| 8.              | „Vse za dober biznis‟              | 2:39    |
| 9.              | „Povprečnost‟                      | 3:08    |
| 10.             | „Ljubosumnež‟                      | 2:56    |
| 11.             | „Ljubezen gre skozi želodec‟       | 3:47    |
| 12.             | „Ona – ona‟                        | 3:29    |
| 13.             | „Nekoč smo trije b'li‟             | 2:50    |
| 14.             | „Srečno pot‟                       | 5:27    |
| Skupna dolžina: | Skupna dolžina:                    | 49:04   |

## Zasedba
- Adi Smolar — vokal, kitara, kazu
- Katja Činč, Klemen Tičar, Maja Reja, Sanija Reja in Tanja Činč — zborski vokali
- Dejan Došlo — kitara, akustična kitara, zborski vokal
- Jože Sečnik — bas kitara
- Miha Hawlina — saksofon
- Lojze Krajnčan — trombon
- Jelena Ždrale — violina
- Marjan Stanič — bobni, tolkala
- Nino de Gleria — dvojni bas, mandolina
- Borut Činč — produkcija, snemanje, klaviature
- Zvone Kukec — oblikovanje